# Comuna Berkovița, Montana
Berkovița (în bulgară Берковица) este o comună în regiunea Montana, Bulgaria, formată din orașul Berkovița și 19 sate. 

## Localități componente

### Orașe
- Berkovița

### Sate
| - Baliuvița - Bistrilița - Bokilovți - Borovți - Bărzia - Cereșovița - Gaganița | - Iagodovo - Komarevo - Kostenți - Kotenovți - Leskoveț - Mezdreia | - Pesocinița - Părlicevo - Rașovița - Slatina - Zamfirovo - Țvetkova Bara |

## Demografie
Componența etnică a comunei Berkovița
     Romi (16,26%)
     Bulgari (80,12%)
     Nicio identificare (3,14%)
     Altele (0,86%)
La recensământul din 2011, populația comunei Berkovița era de 18.803 locuitori. Din punct de vedere etnic, majoritatea locuitorilor (80,12%) erau bulgari, cu o minoritate de romi (16,26%). Pentru 3,14% din locuitori nu este cunoscută apartenența etnică.